# Torneo Cuadrangular 1956
Het Torneo Cuadrangular 1956 was de vijfde editie van deze Uruguayaanse voetbalcompetitie en werd gespeeld van 3 tot en met 18 augustus 1957. Het toernooi werd voor de derde maal in vijf edities gewonnen door Club Nacional de Football.

## Teams
Voor het Torneo Cuadrangular mochten de ploegen meedoen die in 1956 in de top-vier van de competitie waren geëindigd. Ten opzichte van vorige editie ontbrak daardoor Danubio FC (achtste), terwijl CA Defensor zich voor het eerst had gekwalificeerd voor het Torneo Cuadrangular.
| Club                      | Kwalificatie | Deelnames | Titels         |
| ------------------------- | ------------ | --------- | -------------- |
| Club Nacional de Football | Kampioen     | 4         | 2 (1952, 1954) |
| CA Peñarol                | Nummer 2     | 4         |                |
| CA Cerro                  | Nummer 3     | 1         |                |
| CA Defensor               | Nummer 4     |           |                |

## Toernooi-opzet
Het toernooi werd gespeeld in augustus 1957. Omdat de ploegen zich via de competitie van 1956 hadden gekwalificeerd heette het Torneo Cuadrangular 1956, hoewel de wedstrijden pas in het volgende jaar plaatsvonden. De vier deelnemers speelden een halve competitie tegen elkaar en de ploeg die de meeste punten behaalde werd eindwinnaar. Het toernooi was een Copa de la Liga; een officieel toernooi, georganiseerd door de Uruguayaanse voetbalbond (AUF).

## Toernooiverloop
Landskampioen Club Nacional de Football begon met een 4–1 overwinning op CA Cerro. Ook toernooidebutant CA Defensor had hun start niet gemist: zij versloegen CA Peñarol een dag later. De volgende week won ook Peñarol met 4–1 van Cerro, terwijl Nacional en Defensor elkaar in evenwicht hielden. Deze ploegen bleven dus de leiding delen. Op de laatste speeldag won Cerro van Defensor. Het was voor Cerro de eerste keer dat ze een wedstrijd wonnen in het kader van het Torneo Cuadrangular. Dit betekende eveneens dat het toernooi een onbetwiste winnaar ging krijgen: Peñarol moest Nacional verslaan om te winnen, in elke andere situatie zou Nacional toernooiwinnaar worden. Deze wedstrijd werd met duidelijke cijfers gewonnen door Nacional: Héctor Rodríguez scoorde een hattrick en zorgde daarmee voor de 3–0 eindstand. Het was voor de Tricolores de derde maal dat ze zich tot winnaar van het Torneo Cuadrangular kroonden.

### Eindstand
|    | Club                      | Sp. | W | G | V | Pnt. | DV | DT | DS |
| -- | ------------------------- | --- | - | - | - | ---- | -- | -- | -- |
| 1. | Club Nacional de Football | 3   | 2 | 1 | 0 | 5    | 8  | 2  | +6 |
| 2. | CA Defensor               | 3   | 1 | 1 | 1 | 3    | 4  | 4  | 0  |
| 3. | CA Peñarol                | 3   | 1 | 0 | 2 | 2    | 5  | 6  | –1 |
| 4. | CA Cerro                  | 3   | 1 | 0 | 2 | 2    | 4  | 9  | –5 |

| Winnaar Torneo Cuadrangular 1956   |
| ---------------------------------- |
| Club Nacional de Football 3e titel |

1952 ·
1953 ·
1954 ·
1955 ·
1956 ·
1957 ·
1958 ·
1959 ·
1960 ·
1961 ·
1962 ·
1963 ·
1964 ·
1965 ·
1966 ·
1967 ·
1968